# Ukiha

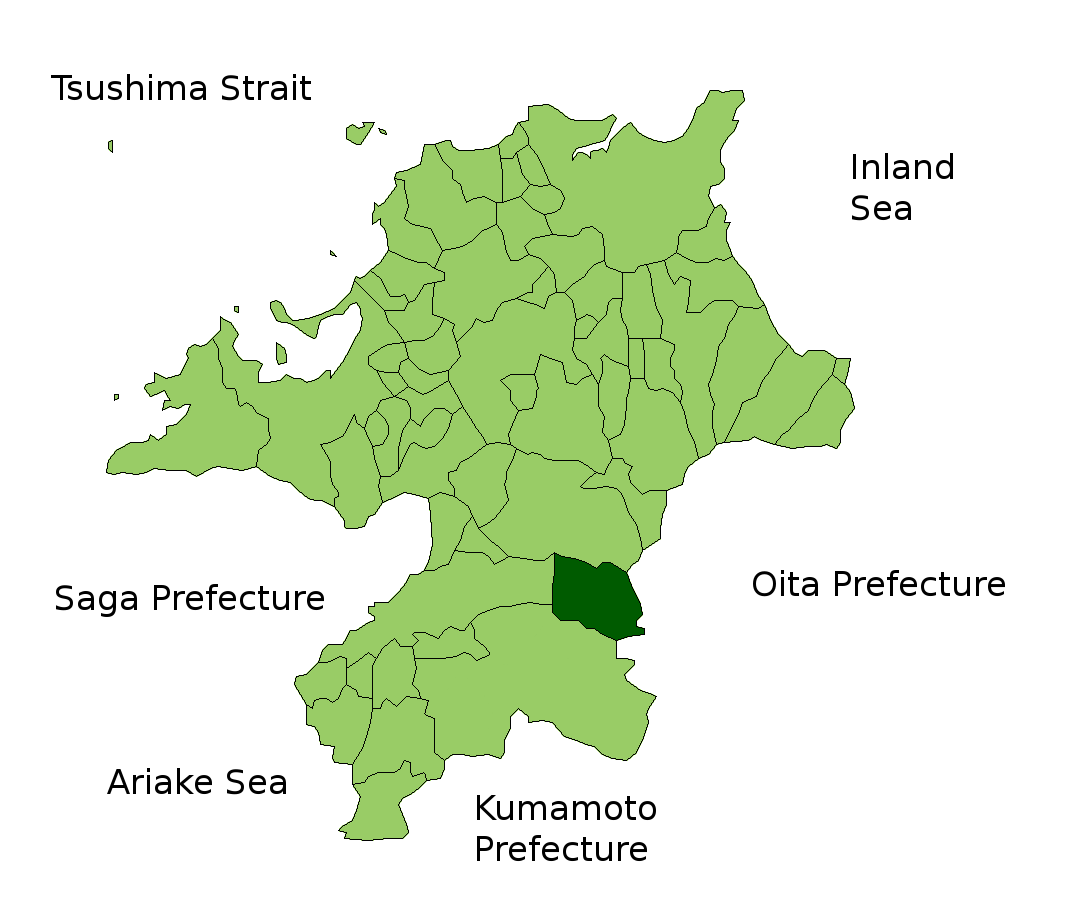

Ukiha (うきは市 Ukiha-shi?) este un municipiu din Japonia, prefectura Fukuoka.